# Austrotengella
Austrotengella is een geslacht van spinnen uit de familie Zoropsidae.

## Soorten
- Austrotengella hackerae Raven, 2012[1]
- Austrotengella hebronae Raven, 2012[1]
- Austrotengella monteithi Raven, 2012[1]
- Austrotengella plimeri Raven, 2012[1]
- Austrotengella toddae Raven, 2012[1]
- Austrotengella wrighti Raven, 2012[1]